# Вирус простого герпеса первого типа
Вирус простого герпеса первого типа (ВПГ-1) или герпесвирус человека тип 1 (ГВЧ-1, англ. Human alphaherpesvirus 1, ранее Human herpesvirus 1) — вид вирусов семейства герпесвирусов, вызывающий у человека оральный герпес. Является нейротрофным и нейроинвазивным, то есть после заражения мигрирует в нервную систему. Human alphaherpesvirus 1 обычно вызывает простой герпес (называемый в народе «губной простудой»). Относится к семейству Herpesviridae роду Simplexvirus. Открыт Грютером[кто?] в 1912 г.

## Эпидемиология
В разных странах мира серопревалентность к вирусу простого герпеса первого типа и/или второго типа находится между 60 и 95 % у взрослых. У 80-90% взрослых людей обнаруживаются антитела к ВПГ.
В США вирусом Human alphaherpesvirus 1 заражено 57,7 % населения.
Источник инфекции — больной или вирусоноситель. ВПГ-1 и ВПГ-2 передаются преимущественно контактным путем (с везикулярной жидкостью, при поцелуях — со слюной, половых контактах — с влагалищными секретами), через предметы обихода; реже — воздушно-капельным путем, через плаценту, при рождении ребенка.

## Морфология
Вирион имеет форму близкую к сферической со средним диаметром оболочки 186 нм (с учетом гликопротеиновых шипов 225 нм). Вирус имеет капсид из 162 капсомеров, а также суперкапсид. Капсид содержит линейную двухнитевую ДНК, в которой присутствуют около 80 генов. Тип симметрии кубический.

## Антигенная структура
Типоспецифические антигены представлены гликопротеинами (11 гликопротеинов, являющихся прикрепительными белками (gB, gC, gD, gH), белками слияния (gB), структурными белками, иммунными белками «уклонения» (gC, gE, gl) и др.) капсида, на основе которых и выделяют два типа вирусов: Human alphaherpesvirus 1 и Human alphaherpesvirus 2.
Группоспецифические антигены представлены нуклеопротеидами. 

## Репликация
После проникновения в клетку вирус реплицируется в её ядре. Транскрипция вирусной ДНК осуществляется за счет клеточных транскриптаз, а её репликация — вирусспецифической ДНК-полимеразой. Структурные полипептиды, образующие капсид и суперкапсид, синтезируются в цитоплазме, а затем переносятся на внутреннюю поверхность ядерной оболочки, где происходит их сборка. Таким образом в ядрах клеток накапливаются вирусные капсиды, скопления которых видны при световой микроскопии как эозинофильные включения. Вирусная ДНК заталкивается в предварительно сформировавшийся прекапсид с помощью кольцевого молекулярного мотора. Далее капсиды покрываются суперкапсидами, и сборка вируса окончательно заканчивается. Сформировавшийся вирион покидает ядро путём почкования ядерной мембраны. 

## Вирусологические свойства
Культивируются в культурах живых клеток и вызывают их многоядерность. Вирус нестоек, чувствителен к нагреванию, погибает через несколько часов на поверхности предметов обихода, быстро инактивируется солнечными лучами, ультрафиолетом и дезинфицирующими средствами, жирорастворителями, детергентами. Сохраняется в течение месяца при температуре 4 °С.